# Liste von Rebsorten/K
Legende, Erläuterungen und Quellen: Siehe Hauptartikel!
Hinweise zu Änderungen bzw. Ergänzungen siehe Diskussion.
| Rebsorte - wichtige Synonyme | VIVC | Bild | Verw.       | H.  | Spe.  | Abstammung                                                  | Zü.J. | ha 2016 | Anbauländer                                                                                                 |
| --- | ---- | ---- | ----------- | --- | ----- | ----------------------------------------------------------- | ----- | ------- | --- |
| Kabar - Tarcal 10 |      |      | WWT         |     |       | Bouvier × Harslevelue                                       | 1967  | 30      | Ungarn |
| Kadarka - Kadarka, Gamza |      |      | RWT         | HUN | V.Vi. |                                                             |       | 1.625   | Ungarn, Rumänien, Bulgarien, Kroatien                                                                       |
| Kakotrygis - Galbena Marunta, Kako Tryghi, Kakotrichi, Kakotriguis, Kakotriki, Kakotriyis, Kakotrugis, Kakotryghis, Kakotryis |      |      | WWT         | GRC | V.Vi. |                                                             |       | 28      | Griechenland                                                                                                |
| Kalecik Karasi - Hasandede, Kara Kalecik |      |      | RWT         | TUR | V.Vi. |                                                             |       | 704     | Türkei |
| Kanaan - Belies |      |      | WWT         |     | V.Vi. |                                                             |       | 25      | Südafrika                                                                                                   |
| Kangun - 2-17-22, Cangoune, Kangoun |      |      | WWT         | ARM | V.Vi. | Sukholimanskii Belyi × Rkatsiteli                           | 1979  | 850     | Armenia |
| Kanzler |      |      | WWT         | DEU | V.Vi. | Müller-Thurgau × Silvaner Gruen                             | 1927  | 28      | Deutschland                                                                                                 |
| Karabraimis - Impaen Charem, Impraem Kara, Kara Chirei |      |      | RWT         | GRE | V.Vi. |                                                             |       |         | Griechenland                                                                                                |
| Karalahna |      |      | RWT         | TUR | V.Vi. |                                                             |       | 4       | Türkei |
| Karasakis Faux - Karasakiz |      |      | RWT         | TUR | V.Vi. | Muscat Of Alexandria × Italia                               |       | 4       | Türkei |
| Karat - Keskemet 6 |      |      | WWT         | HUN | V.Vi. | Koevidinka × Pinot Gris                                     | 1950  | 44      | Ungarn |
| Karmin |      |      | RWT         | HUN | V.Vi. | Bouschet Petit × Kadarka                                    | 1951  | 24      | Ungarn |
| Kay Gray |      |      | WWT, TT     | USA | I. C. | Elmer Swenson 217 × Onaka                                   | 1965  | 2       | USA |
| Kéknyelu - Balafan, Balafant, Balatoni Fekete, Balatoni Kek, Blaustaengler, Blaustiel Blauer, Blaustingl, Fekete Balatoni, Kek Balatoni, Kek Keknyelue, Kek Nyelii, Keknelu, Keknyelu, Keknyelue, Keknyelue Kek, Peccoleto Bianco, Piccolito, Piccolito Bianco |      |      | WT          | HUN | V.Vi. |                                                             |       | 50      | Ungarn |
| Kerner - Kerner Bijeli |      |      | WWT         | DEU | V.Vi. | Schiava Grossa × Riesling Weiss                             | 1929  | 2.891   | Deutschland, Ungarn, Vereinigtes Königreich, Rumänien, Schweiz, Italien, Kanada, Kroatien, Japan, Slowenien |
| Kernling |      |      | WWT         | DEU | V.Vi. |                                                             |       |         | Deutschland, Vereinigtes Königreich                                                                         |
| Khikhvi |      |      | WWT         | GEO | V.Vi. |                                                             |       | 6       | Georgien |
| Kilianer - Kilianer Blau |      |      | RWT         | GER | I. C. | Riparia × Vitis Labrusca × ?                                |       |         | Deutschland                                                                                                 |
| Kiralyleanyka - Feteasca Corolevscaia, Feteasca de Danes, Feteasca Korolevskaia, Feteasca Muscatnaia, Feteasca Muskatnaia, Feteasca Regale, Feteasca Regola, Fetjaska Korolevskaja                                                                             |      |      | WWT         | ROM | I. C. | Feteasca Alba × Francuse                                    |       | 784     | Ungarn |
| Kisi - Dampala |      |      | WWT, TT     | GEO | V.Vi. | Mtsvane × Rkatsiteli                                        |       | 26      | Georgien |
| Klingelberger siehe Riesling - Ryzlink Rynsky, Weißer Riesling, Weisser Riesling, White Riesling, Renski Rizling, Rajinski Rizling, J. Riesling, Riesling de Rhin, Riesling Renan, Riesling-Lion, Rizling Rynsky, Rynsky Riesling                              |      |      | WWT         | DEU | V.Vi. | Heunisch × Vitis vinifera subsp. sylvestris × Traminer-Klon |       |         | siehe Riesling Weiss                                                                                        |
| Knipperlé - Beli Kleschiz, Breisgauer Riesling, Colmer, Drobni Kleshiz, Elsässer, Eltinger, Ettlinger, Factor |      |      | WWT         | FRA | V.Vi. | Pinot × Heunisch Weiss                                      |       | 0       | Frankreich                                                                                                  |
| Kocsis Irma - Irma, Kochish Irma, Korai Sarfeher, Korai Sharfekher, Kotchich Irma |      |      | WWT, TT     | HUN | V.Vi. | Ezereves Magyarorszag Emleke × Thalloczy Lajos              | 1929  | 2       | Ungarn |
| Königin der Weingärten - , Regina Dei Vigneti, Tzaritza Na Loziata |      |      | WWT, TT     | HUN | V.Vi. | Afus Ali × Csaba Gyoengye                                   | 1916  | 70      | Griechenland, Israel, Italien, Kroatien, Anbaufläche, Ukraine, Ungarn                                       |
| Königliche Esther - Eszter, Königliche Esther |      |      | TT          | HUN | V.Vi. | Eger 2 × Magaracsi Esemege                                  | 1969  |         | |
| Kokur Belyi - Cokur White |      |      | WWT, TT     | UKR | V.Vi. |                                                             |       | 918     | Ukraine |
| Kolor |      |      | RWT         | DEU | V.Vi. | Pinot Noir × Teinturier                                     | 1939  | 7       | Neuseeland                                                                                                  |
| Korinthiaki - Korinka Chernaya, Corinthe Crni, Uva Passa, Raisin de Corinth, Corinto Nero, Corinto, Currant, Black Corinth |      |      | RWT, TT, RT | GRC | V.Vi. |                                                             |       | 106     | Chile, Italien                                                                                              |
| Korona |      |      | TT          | GRC | V.Vi. |                                                             |       | 1       | Ungarn |
| Koshu |      |      | TT          | JPN | V.Vi. |                                                             |       | 690     | Japan |
| Kotsifali - Kotrifali, Kotsiphali |      |      | RWT         | GRC | V.Vi. |                                                             |       | 1.338   | Griechenland                                                                                                |
| Krakhuna - Crakhuna, Krachuna, Krahuna, Krakhouna, Krakhvna, Kraxuna |      |      | WWT, TT     | GEO | V.Vi. |                                                             |       | 46      | Georgien |
| Kraljevina Crvena = Roter Portugieser - Roter Portugieser, Ariavina, Brina, Brjavina, Bziijavina, Crvena, Imbrina, Koenigstraube, Krajilvina, Kraljevina, Kraljevina Crvena, Kralovina                                                                         |      |      | WWT         | HRV | V.Vi. |                                                             |       | 199     | Kroatien, Slowenien                                                                                         |
| Krasnostop Zolotovskii - Black Wine Grape, Chemyl Vinnyl, Chernyi Vinnyi, Chernyj Vinnyj, Chorny Vinni, Ciorna Vinni |      |      | RWT         | RUS | V.Vi. |                                                             |       | 562     | Russische Föderation                                                                                        |
| Krassato - Krasata |      |      | RWT         | GRC | V.Vi. |                                                             |       | 5       | Griechenland                                                                                                |
| Kreaca - Banat Riesling, Banaterriesling, Banati, Banati Riesling, Banati Rizling, Banatski Rizling, Bansagi, Bansagi Rizling, Creata, Creata de Banat, Creata de Francusa de La Cotnari, Creatza                                                              |      |      | WWT, TT     | SRB | V.Vi. |                                                             |       | 30      | Ungarn, Rumänien                                                                                            |
| Kujundzusa Bela - Ebris, Joutka, Kjujundzhusha Shuta, Kojundzusa, Kouundjoucha, Kouvoundjoucha Blanche, Kujudzusa Bela, Kujundzusa Bijela |      |      | WWT         | HRV | V.Vi. |                                                             |       |         | Kroatien |
| Kuldzhinskii - Kuldzhinskiy |      |      | WWT, TT     | KAZ | V.Vi. |                                                             |       | 385     | Kasachstan                                                                                                  |
| Kunbarát |      |      | WWT         | HUN | I. C. | Vitis Amurensis × Vitis Vinifera × Italia                   | 1960  | 0       | Ungarn |
| Kunleány |      |      | WWT         | HUN | I. C. | Vitis Amurensis × Vitis Vinifera × Afus Ali                 | 1960  | 974     | Ungarn |
| Kurucver |      |      | RWT         | HUN | V.Vi. | Kadarka × Muscat Bouschet                                   | 1952  | 0       | Ungarn |
| Kyoho (4N) - Ju Feng, Kioho, Kyoho, Kyohou |      |      | TT          | JPN | I. C. | Centennial (4N) × Ishihara Wase (4N)                        | 1935  | 2.762   | Japan, Taiwan                                                                                               |
| Kypreiko - Cipro Nero, Cipro Rosso, Cypro Nero, Local black, Mavro |      |      | RWT, RT     | CYP | V.Vi. | Rosa Menna di Vacca × Santa Paula                           |       |         | Kreta, Zypern                                                                                               |